# Aleš Matějů
Aleš Matějů (Příbram, 3 juni 1996) is een Tsjechisch voetballer die als verdediger voor Brescia Calcio speelt.

## Carrière
Aleš Matějů speelde in de jeugd van 1. FK Příbram, wat hem in 2014 voor een half jaar aan PSV verhuurde met een optie tot koop. Deze optie werd niet gelicht door PSV en zodoende debuteerde hij in het seizoen 2014/15 voor Příbram op het hoogste niveau van Tsjechië. Na één seizoen vertrok hij naar FC Viktoria Pilsen, waarmee hij in zijn eerste jaar kampioen werd. In 2017 vertrok hij naar het Engelse Brighton & Hove Albion FC, waar hij in zijn eerste seizoen alleen twee wedstrijden in de League Cup speelde. In het seizoen 2018/19 werd hij verhuurd aan het Italiaanse Brescia Calcio waarmee hij naar de Serie A promoveerde, waarna deze club hem definitief overnam van Brighton.

### Statistieken
| Seizoen                    | Club                   | Land           | Competitie              | Competitie | Competitie | Beker | Beker | Internationaal | Internationaal | Overig | Overig | Totaal | Totaal |
| Seizoen                    | Club                   | Land           | Competitie              | Wed.       | Dlp.       | Wed.  | Dlp.  | Wed.           | Dlp.           | Wed.   | Dlp.   | Wed.   | Dlp.   |
| -------------------------- | ---------------------- | -------------- | ----------------------- | ---------- | ---------- | ----- | ----- | -------------- | -------------- | ------ | ------ | ------ | ------ |
| 2014/15                    | 1. FK Příbram          | Tsjechië       | 1. česká fotbalová liga | 15         | 1          | 0     | 0     | –              | –              | –      | –      | 15     | 1      |
| 2015/16                    | FC Viktoria Pilsen     | Tsjechië       | 1. česká fotbalová liga | 17         | 0          | 6     | 1     | 2              | 0              | 0      | 0      | 25     | 1      |
| 2016/17                    | FC Viktoria Pilsen     | Tsjechië       | 1. česká fotbalová liga | 18         | 0          | 1     | 0     | 8              | 1              | –      | –      | 27     | 1      |
| 2017/18                    | FC Viktoria Pilsen     | Tsjechië       | 1. česká fotbalová liga | 0          | 0          | 0     | 0     | 0              | 0              | –      | –      | 0      | 0      |
| 2017/18                    | Brighton & Hove Albion | Engeland       | Premier League          | 0          | 0          | 0     | 0     | –              | –              | 2      | 0      | 2      | 0      |
| 2018/19                    | → Brescia Calcio       | Italië         | Serie B                 | 22         | 0          | 1     | 0     | –              | –              | –      | –      | 23     | 0      |
| 2019/20                    | Brescia Calcio         | Italië         | Serie A                 | 0          | 0          | 0     | 0     | –              | –              | –      | –      | 0      | 0      |
| Carrièretotaal             | Carrièretotaal         | Carrièretotaal | Carrièretotaal          | 72         | 1          | 8     | 1     | 10             | 1              | 2      | 0      | 92     | 3      |
| Bijgewerkt op 14 juli 2019 |                        |                |                         |            |            |       |       |                |                |        |        |        |        |